# Windows Server 2008 R2
A Windows Server 2008 R2 a Microsoft hatodik generációs (6.1), hálózati kiszolgáló operációs rendszere, amely RTM (Release to Manufacturing) kiadásának dátuma 2009. július 22. és amely a Windows 7 kliens operációs rendszerrel azonos kódbázisra épült. A Windows Server 2008 R2 stabil alapját és a képességek jelentős részét a Windows Server 2008 adja, de az R2 sokat tesz hozzá a készlethez, elsősorban a funkcionalitás területén, miközben egyúttal rengeteg helyen praktikusan korrigálja a 2008-as változatot.
Hét kiadása van: 
- Windows Server 2008 R2 Standard
- Windows Server 2008 R2 Enterprise
- Windows Server 2008 R2 Datacenter
- Windows Web Server 2008 R2
- Windows Server 2008 R2 for Itanium-Based Systems
- Windows Server 2008 R2 Foundation

## Története
A Microsoft a Windows Server 2008 R2-t a 2008-as Professional Developers Conference-n mutatta be a Windows 7 szerverváltozataként. 2009. január 7-én került kiadásra a béta verzió, amely azonban csak a Technet és MSDN előfizetőinek, és a Microsoft Connect program for Windows 7 programban résztvevőknek volt elérhető. Két nappal később mindenki számára elérhető volt a Microsoft hivatalos weboldalán. 2009. április 30-án a Technet- és MSDN-előfizetőinek, és a Microsoft Connect program for Windows 7 programban résztvevőknek elérhetővé vált a teljes verzió, amelyet májusban mindenki számára elérhetővé tettek a Microsoft hivatalos weboldalán.
Windows Server 2008 R2 OEM-ek július 29-től voltak elérhetőek először csak angolul, majd augusztus 11-től  több nyelven is elérhetővé vált. 
Az  ISV (Independent Software Vendor) és IHV (Independent Hardware Vendor) partnerek számára augusztus 14-től vált letölthetővé a Microsoft hivatalos weboldaláról.
Augusztus 14-én a TechNet IT szakemberei számára angol, francia, német, olasz és spanyol nyelven is elérhetővé vált a Windows Server 2008 R2 termékkulcsa, majd augusztus 21-től minden nyelven elérhetővé vált. 
Augusztus 19-én vált letölthetővé a Windows Server 2008 R2 RTM a Microsoft Partner Program arany tagjainak, amelyet a Microsoft Partner Program (MPP) honlapján tudtak letölteni.
Szeptember 1-jén megvásárolhatóvá vált a Windows Server 2008 R2 mennyiségi licenc azoknak a mennyiségi licenccel rendelkező ügyfelek, akik nem vettek Software Assurance (SA) programban 
A Microsoft bejelentette, hogy a Windows Server 2008 R2 lesz az utolsó olyan változat, amely támogatja az Itanium architektúrát.

## Új funkciók
A Microsoft által közzétett ismertető bemutatja a számos területén javulást hozó Windows Server 2008 R2-t, amely sok új funkciót és fejlesztést tartalmaz. Ezen új fejlesztések közé tartoznak az új virtualizációs képességek (Live Migration, Cluster Shared Volumes using Failover Clustering és a Hyper-V), az új továbbfejlesztett Server Manager, (rendszerfelügyeleti eszközök és a rendszer komponenseinek központi kezelő eszköze), amely lehetővé teszi például a távoli szerverek ezen eszközön keresztüli felügyeletét (így a Server Core módú gépeké is), másrészt a PowerShell 2.0 verzióval új eszközökkel is bővült a paletta, amelyek már használhatóak a Server Core, az IIS és az AD alatt is, az új Active Directory képességek, mint például pl. a Recycle Bin, azaz az AD Lomtár, vagy az Offline Domain Join (a kliensek fizikai kontaktus nélküli beléptetése a tartományba), vagy a teljes új felületen, azaz egy webszolgáltatáson keresztül elérhető AD Administrative Center, a Managed Service Accounts (felügyelt szolgáltatás fiókok), de a csoportházirendek közé is bekerültek új technikai megoldások, valamint az IIS 7.5 bővített kiadása, amely magában foglalja a frissített FTP szerverszolgáltatást. A hálózati szolgáltatásokkal kapcsolatos szerver technológiák vagy praktikus továbbfejlesztéseken mentek át, mint pl. a DNS- vagy a DHCP-szerver, az SSTP VPN, vagy éppen új megoldások születtek, mint az IKEv2 VPN vagy egy szenzációs technikai megvalósítású újdonság a távoli elérés területén, a DirectAccess. Ez utóbbi IPv6- és IPSec-alapokon nyugvó, állandó távoli elérést jelent elsősorban a mobil felhasználók esetén. 
A korábbi Terminal Services-t, immár Remote Desktop Services a néven találhatjuk meg, amely megint csak újabb megoldásokkal és eszközökkel egészült ki, amelyek közül kimagaslik a Hyper-V-vel és az Active Directory-val együttműködő VDI (Virtual Desktop Infrastructure) infrastruktúra építésének támogatása, ami egy olyan központosított munkaállomás-szolgáltató architektúra, amely lehetővé teszi a Windows és más munkaállomás-környezetek futtatását és felügyeletét a központi kiszolgálón található virtuális gépeken, többek között például az RD Web Access felületén keresztül.
A telephelyes környezetek támogatását is fejlesztették, amelynek eredménye a BranchCache képesség és a read-only DFS-R, azaz a replikációs szolgáltatások RODC-khez passzoló változata.
A hardveres támogatás terén is erőteljes fejlesztéseket tartalmaz, amely fejlesztések közé tartozik a maximum 256 logikai processzor vagy a SLAT (Second Level Address Translation) támogatás, illetve az energiatakarékos működés biztosítása olyan extrákkal mint a Core Parking (a processzormagok dinamikus, használatfüggő ki-be kapcsolása), valamint pl. az OS memóriakezelésének több mint 400 ponton történt korrekciója.